# Avenue Louis Dehoux
L'avenue Louis Dehoux est une rue bruxelloise de la commune d'Auderghem. Cette voie qui relie la chaussée de Watermael à l'avenue Gustave Demey sur une longueur de 460 mètres. La numérotation des habitations : seul existe le 25.

## Historique et description
L'avenue ayant été tracée en 1986, au nord de l'autoroute E411, seul le côté impair a pu être bâti.
L'avenue commence en plein milieu de l'avenue Demey, qui continue outre-E411. Ceci est une source de confusion.

### Origine du nom
Cette avenue est nommée en la mémoire de Louis Dieudonné Eugène Dehoux, né à Bruxelles le 18 juin 1893, sergent  volontaire de guerre au 4e régiment de chasseurs à pied mort au champ d'honneur à Westrozebeke le 29 septembre 1918 durant la première Guerre mondiale. Il était domicilié en la commune d'Auderghem.

## Situation et accès
| ___ | Ce site est desservi par la station de métro : Demey. |